# Aldo Munoz
Aldo Adriano Muñoz Soltys (Nueva Jersey, Estados Unidos, 18 de enero de 2003) es un futbolista estadounidense-costarricense que juega como portero.

## Trayectoria

### New Amsterdam F. C.
Debutó profesionalmente con el New Amsterdam FC en la Nisa Fall Season el 22 de agosto de 2020 contra New York Cosmos en la parte complementaria fue sustituido por Laurence Girard en la derrota 1-3. Tuvo participación en la NISA Legends Cup el 19 de abril de 2021 contra Los Angeles Force, alineado como titular recibió la derrota 2-3.
En la temporada 2021-22, tuvo solamente dos Participaciones con derrota contra Chattanooga FC (1-0) y con victoria ante Albion San Diego (1-2).

### SoccerViza F. C.
El 10 de marzo de 2022 se unió al SoccerViza F. C.. En el que tuvo una participación con una anotación recibida.

## Estadísticas
Actualizado al último partido jugado el 14 de noviembre de 2021.
| New Amsterdam Estados Unidos  | 3.            | 2020-21       | 6 | -15 | 1 | -3 | 0 | 0 | 7  | -18 |
| New Amsterdam Estados Unidos  | 3.            | 2021-22       | 2 | -2  | 0 | -0 | 0 | 0 | 2  | -2  |
| New Amsterdam Estados Unidos  | Total club    | Total club    | 8 | -17 | 1 | -3 | 0 | 0 | 9  | -20 |
| SoccerViza F. C. · Costa Rica | 3.            | 2021-22       | 1 | -1  | 0 | -0 | 0 | 0 | 1  | -1  |
| SoccerViza F. C. · Costa Rica | Total club    | Total club    | 1 | -1  | 0 | -0 | 0 | 0 | 1  | -1  |
| SoccerViza F. C. · Costa Rica | Total carrera | Total carrera | 9 | -18 | 1 | -3 | 0 | 0 | 10 | -21 |
| 1. 2. Fuente:Transfermarkt    |               |               |   |     |   |    |   |   |    |     |